# Đèo Khau Pi
Đèo Khau Pi nằm trên quốc lộ 279 ở vùng giáp ranh xã Lương Thượng và Kim Hỷ huyện Na Rì tỉnh Bắc Kạn, Việt Nam .
Quốc lộ 279 đoạn từ xã Kim Hỷ huyện Na Rì mở mới theo hướng tây, qua các xã Vũ Muộn và Sỹ Bình huyện Bạch Thông, nối tới Đèo Giàng 22°17′50″B 105°54′22″Đ / 22,297232°B 105,90601°Đ trên quốc lộ 3. Do những sửa đổi tuyến quốc lộ 279 ở vùng này mà vị trí đèo thay đổi.
- Theo thông tin quản lý đường bộ hiện hành và được báo chí đăng tải, và theo biên tập 2019 của Google Maps, thì đèo ở giáp ranh xã Lương Thượng và Kim Hỷ huyện Na Rì [4].
- Theo bản đồ tỷ lệ 1:50.000 thì đèo ở vùng giáp ranh xã Kim Hỷ huyện Na Rì và xã Thuần Mang huyện Ngân Sơn. Đỉnh đèo là ranh giới huyện Na Rì và Ngân Sơn 22°18′50″B 106°02′15″Đ / 22,313838°B 106,037426°Đ[2]. Hai đỉnh đèo cách nhau cỡ 3,5 km theo đường thẳng.